# Sainte-Colombe-sur-Guette
Sainte-Colombe-sur-Guette – miejscowość i gmina we Francji, w regionie Oksytania, w departamencie Aude. Przez gminę przepływa rzeka Aude. 
Według danych na rok 1990 gminę zamieszkiwało 58 osób, a gęstość zaludnienia wynosiła 3 osoby/km² (wśród 1545 gmin Langwedocji-Roussillon Sainte-Colombe-sur-Guette plasuje się na 842. miejscu pod względem liczby ludności, natomiast pod względem powierzchni na miejscu 398.).